# Chludowo
Chludowo is een plaats in het Poolse district  Poznański, woiwodschap Groot-Polen. De plaats maakt deel uit van de gemeente Suchy Las en telt 1000 inwoners.